# Miguel Noguer
Miguel Noguer Castellvi (ur. 28 grudnia 1956 w Barcelonie) – hiszpański żeglarz sportowy, złoty medalista olimpijski z Moskwy.
Zawody w 1980 były jego pierwszymi igrzyskami olimpijskimi (hiszpańscy sportowcy występowali – po bojkocie igrzysk przez część krajów Zachodu – pod flagą swego komitetu olimpijskiego). Zwyciężył w klasie Latający Holender. Partnerował mu Alejandro Abascal García. W tej samej klasie startował na igrzyskach w 1984 i 1988, a także był medalistą mistrzostw świata: brązowym w 1978 i srebrnym w 1979.